# ناوکی ناکاگاوا
ناوکی ناکاگاوا (انگلیسی: Naoki Nakagawa؛ زادهٔ ۱۹ نوامبر ۱۹۹۶) تنیس‌باز اهل ژاپن است.